# Научно-исследовательский институт терапии и профилактической медицины
Научно-исследовательский институт терапии и профилактической медицины (ранее — Институт терапии СО РАМН) — научное учреждение в Октябрьском районе Новосибирска, основанное в 1981 году. С 2017 года — филиал Института цитологии и генетики СО РАН (ФИЦ ИЦиГ СО РАН).

## История
Институт был организован Приказом министра здравоохранения № 976 от 21 сентября 1981 года.
В мае 2017 года учреждение вместе с Научно-исследовательским институтом клинической и экспериментальной лимфологии вошло в состав Института цитологии и генетики СО РАН.

## Деятельность
Научная деятельность института главным образом связана с заболеваниями в условиях Севера и Сибири.

## Расположение
Организация расположена на улице Бориса Богаткова, 175/1 в Октябрьском районе города. Также на улице Фрунзе, 15 находится круглосуточный стационар института.